# Dissen-Striesow
Dissen-Striesow település Németországban, azon belül Brandenburgban. Lakosainak száma 984 fő (2023. december 31.). Dissen-Striesow Schmogrow-Fehrow, Briesen, Cottbus és Drachhausen községekkel határos.

## Népesség
A település népességének változása:
| Lakosok száma | 1023 | 984  | 975  | 979  | 980  | 984  |
|               | 2014 | 2017 | 2019 | 2021 | 2022 | 2023 |